# Järnboås
Järnboås ist ein Ort (Småort) in der schwedischen Provinz Örebro län und der historischen Provinz (landskap) Västmanland.
Der Ort liegt in der Gemeinde Nora etwa zwanzig Kilometer nordwestlich ihres Hauptortes Nora. Von 1863 bis 1951 war der Ort Sitz einer eigenen Landgemeinde, der Järnboås landskommun. Heute ist Järnboås noch Sitz eines eigenen Kirchspiels, Järnboås socken. Nachdem die Einwohnerzahl des Ortes von 50 im Jahr 2005 noch weiter gesunken war er somit 2010 den Status eines Småort zwischenzeitlich verloren hatte, stieg sie in Folge wieder auf knapp 70 (2015).
Mit einem Dorfgemeinschaftshaus, einer Schule und einem Einkaufsmarkt ist der Ort trotz seiner geringen Größe zentraler Anlaufpunkt für die anliegenden Einwohner der noch kleineren Siedlungen Finnshyttan, Lindesby, Gammelhyttan und Göranstorp.
Durch Järnboås führt der Länsväg 767 von Nora zum Riksväg 63 zwischen Kopparberg und Hällefors. Früher besaß der Ort auch eine Bahnstation an der Bahnstrecke Striberg–Grängen. Diese Strecke ist allerdings seit 1979 stillgelegt (Personenverkehr bereits 1966) und abgebaut.

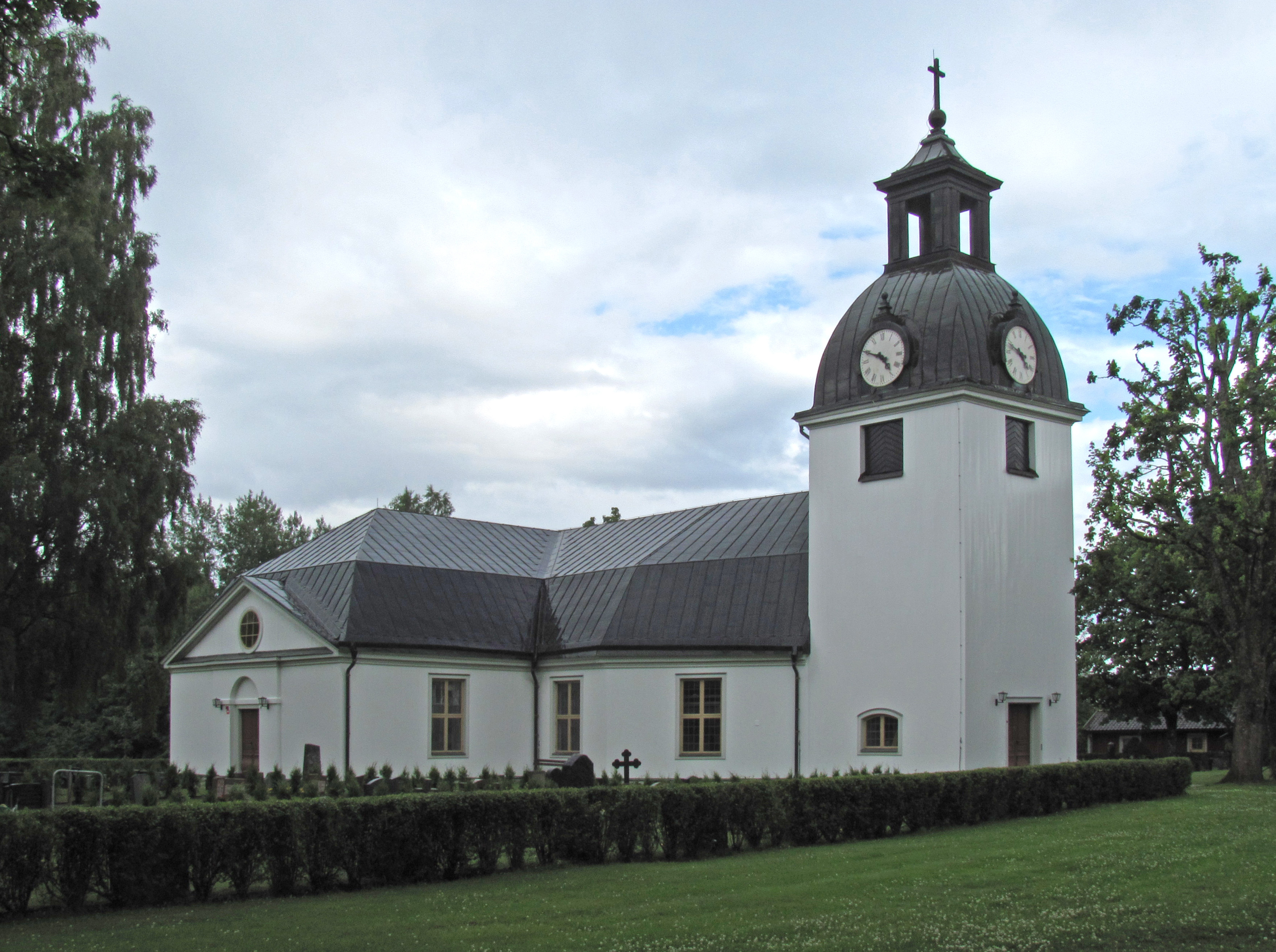
Kirche (2011)
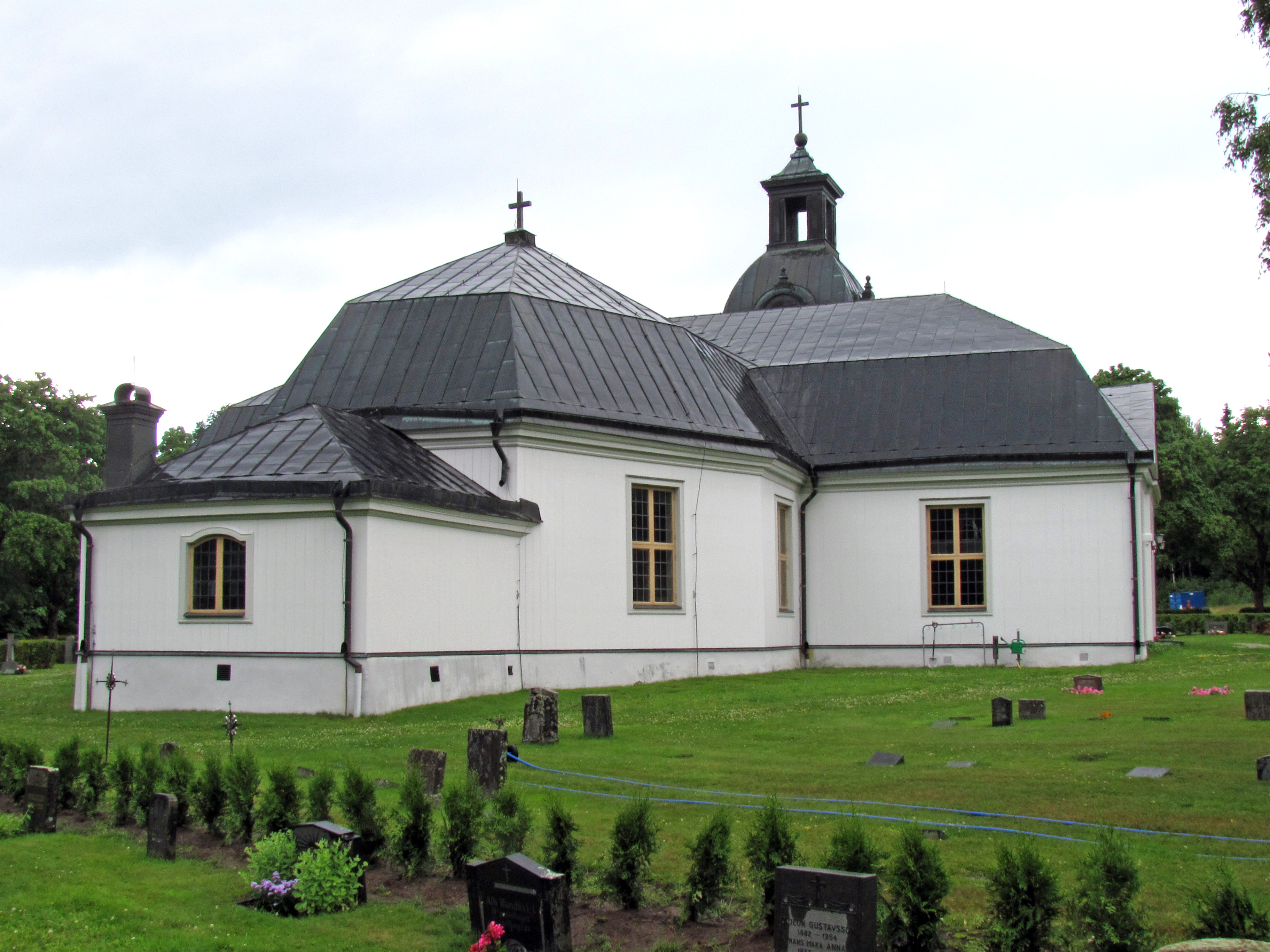
Kirche von Osten